# August Šenoa
August Ivan Nepomuk Eduard Šenoa (14. listopadu 1838 Záhřeb – 13. prosince 1881 tamtéž) byl chorvatský spisovatel slovenského a sudetoněmeckého původu, básník, kritik a fejetonista.
Kromě práce na řadě časopisů (Vijenac, Slavische Blätter, Glasonoš), se projevil jako autor období přechodu od romantického „opěvování slovanské vzájemnosti a velkoleposti“ k realistické literatuře. Studoval v Praze a v Záhřebu. Proslavil se hlavně svým dílem Seljačka buna (česky Selská vzpoura, 1877), kde zachytil události selské vzpoury proti všehoschopné (maďarské) vrchnosti v atmosféře neustálých obav před expanzí Turků. Byl ale autorem i řady dalších historických románů, jako jsou např. Zlatarovo zlato (1871), Čuvaj se senjske ruke (1875) nebo Diogenes (1878). Řada z nich byla vydána také česky. Kromě toho sepsal také celou řadu vlastenecky laděných básní.
Šenoova díla přecházejí v použité formě od romantismu k realismu; hledají témata nové doby a ostře odsuzují staré, především feudalistické pořádky. V románu Selská vzpoura se projevil jeho odpor k maďarským feudálům (Chorvatsko bylo v té době součástí Uher) jako k síle, která potlačuje typického chorvatského sedláka. Chorvatské feudály naopak vnímal jako nevýznamné vlastníky polí a sadů. Šenoa se zajímal také i o politiku; názorově neměl daleko k Ante Starčevićovi[zdroj?], a to i přesto, že se ho nebál otevřeně kritizovat.